# Épinonville
Épinonville est une commune française située dans le département de la Meuse, en région Grand Est.

## Géographie

### Lieux-dits
Épinonville, Éclisfontaine, Ivoiry.

### Cours d'eau
- Andon (rivière)
- Liste des cours d'eau[1] :
  - 17402 Ruisseau de Baronvaux,
  - 17404 Ravin de Bouage,
  - 17405 Les Erables,
  - 17406 Ruisseau d'Exmorieux.

### Communes limitrophes
| Gesnes-en-Argonne | Cierges-sous-Montfaucon | Cierges-sous-Montfaucon |
| Véry              | Épinonville             | Cierges-sous-Montfaucon |
| Véry              | Véry                    | Montfaucon-d'Argonne    |

### Hydrographie
La commune est traversée par la ligne de partage des eaux entre les bassins versants de la Meuse et de la Seine au sein respectivement du bassin Rhin-Meuse et du bassin Seine-Normandie. Elle est drainée par le ruisseau l'Andon (Bras-Nord), le ruisseau de Baronvau, le cours d'eau 01 du Ravin de Bouage et le ruisseau de Mayange,.
L'Andon (Bras-Nord), d'une longueur de 24 km, prend sa source dans la commune de Montfaucon-d'Argonne et se jette  dans la Meuse à Doulcon, après avoir traversé onze communes. 

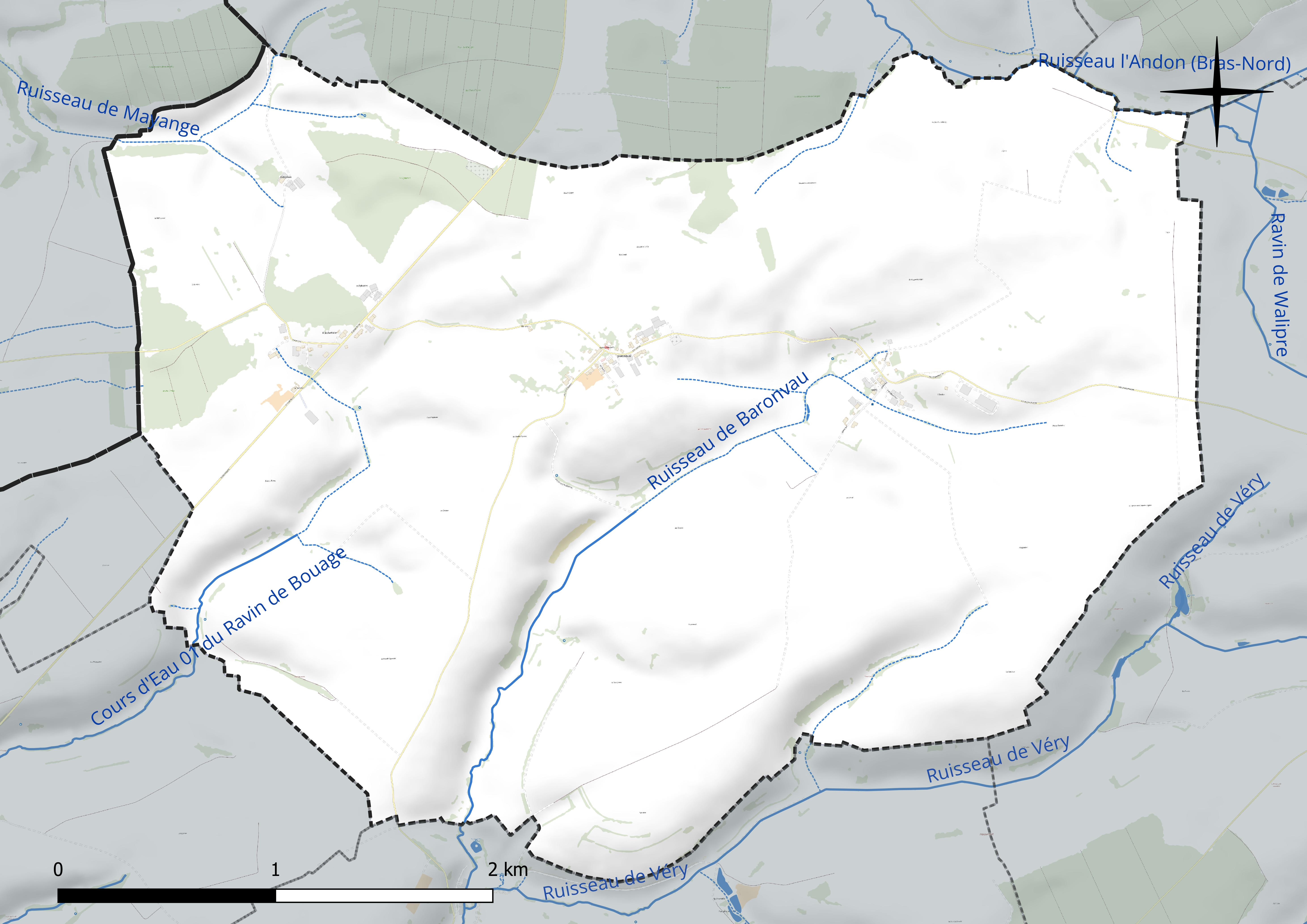
Réseau hydrographique d'Épinonville.

### Climat
Pour des articles plus généraux, voir Climat du Grand Est et Climat de la Meuse.
En 2010, le climat de la commune est de type climat de montagne, selon une étude du Centre national de la recherche scientifique s'appuyant sur une série de données couvrant la période 1971-2000. En 2020, Météo-France publie une typologie des climats de la France métropolitaine dans laquelle la commune est exposée à un climat océanique altéré et est dans la région climatique  Lorraine, plateau de Langres, Morvan, caractérisée par un hiver rude (1,5 °C), des vents modérés et des brouillards fréquents en automne et hiver. 
Pour la période 1971-2000, la température annuelle moyenne est de 9,6 °C, avec une amplitude thermique annuelle de 15,9 °C. Le cumul annuel moyen de précipitations est de 974 mm, avec 13,6 jours de précipitations en janvier et 9,3 jours en juillet. Pour la période 1991-2020, la température moyenne annuelle observée sur la station météorologique de Météo-France la plus proche, « Septsarges », sur la commune de Septsarges à 6 km à vol d'oiseau, est de 10,3 °C et le cumul annuel moyen de précipitations est de 942,8 mm. 
La température maximale relevée sur cette station est de 39,9 °C, atteinte le 25 juillet 2019 ; la température minimale est de −15,7 °C, atteinte le 1er janvier 1997,,. 
Les paramètres climatiques de la commune ont été estimés pour le milieu du siècle (2041-2070) selon différents scénarios d'émission de gaz à effet de serre à partir des nouvelles projections climatiques de référence DRIAS-2020. Ils sont consultables sur un site dédié publié par Météo-France en novembre 2022.

## Urbanisme

### Typologie
Au 1er janvier 2024, Épinonville est catégorisée commune rurale à habitat très dispersé, selon la nouvelle grille communale de densité à sept niveaux définie par l'Insee en 2022.
Elle est située hors unité urbaine et hors attraction des villes,.

### Occupation des sols
L'occupation des sols de la commune, telle qu'elle ressort de la base de données européenne d’occupation biophysique des sols Corine Land Cover (CLC), est marquée par l'importance des territoires agricoles (95,7 % en 2018), une proportion identique à celle de 1990 (95,7 %). La répartition détaillée en 2018 est la suivante : 
terres arables (60,6 %), prairies (31,9 %), forêts (4,3 %), zones agricoles hétérogènes (3,1 %). L'évolution de l’occupation des sols de la commune et de ses infrastructures peut être observée sur les différentes représentations cartographiques du territoire : la carte de Cassini (XVIIIe siècle), la carte d'état-major (1820-1866) et les cartes ou photos aériennes de l'IGN pour la période actuelle (1950 à aujourd'hui).

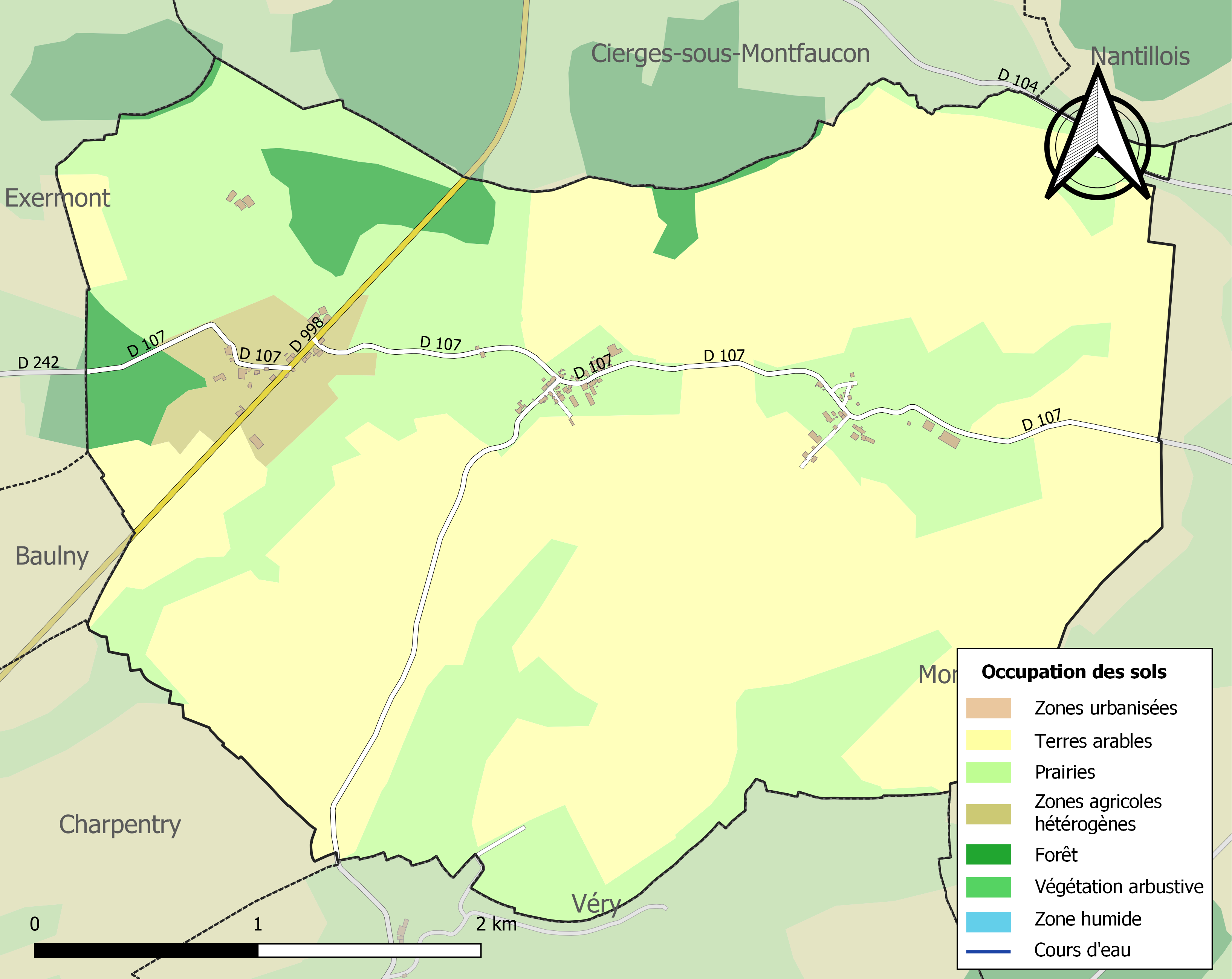
Carte des infrastructures et de l'occupation des sols de la commune en 2018 (CLC).

## Toponymie
Le nom de la localité est attesté sous les formes Spanulfi-villa (Xe siècle) ; De Espenonville (1272) ; Sphanulphi-villa (1549) ; Esperondi-villa (XVIe siècle) ; Uspenonville (1648) ; Esprenonville (1656) ; Espenonville (1700) ; Épinouville (1745).

## Politique et administration

### Budget et fiscalité 2014
En 2014, le budget de la commune était constitué ainsi :
- total des produits de fonctionnement : 30 000 €, soit 493 € par habitant ;
- total des charges de fonctionnement : 33 000 €, soit 439 € par habitant ;
- total des ressources d'investissement : 19 000 €, soit 262 € par habitant ;
- total des emplois d'investissement : 53 000 €, soit 722 € par habitant ;
- endettement : 0 €, soit 0 € par habitant.

Avec les taux de fiscalité suivants :
- taxe d'habitation : 8,10 % ;
- taxe foncière sur les propriétés bâties : 4,70 % ;
- taxe foncière sur les propriétés non bâties : 12,95 % ;
- taxe additionnelle à la taxe foncière sur les propriétés non bâties : 43,61 % ;
- cotisation foncière des entreprises : 0,00 %.

### Liste des maires
| Période                                  | Période  | Identité      | Étiquette | Qualité               |
| ---------------------------------------- | -------- | ------------- | --------- | --------------------- |
| Les données manquantes sont à compléter. |          |               |           |                       |
| juin 2003                                | mai 2020 | Jean Trassart |           |                       |
| mai 2020                                 | En cours | Noëlle Job    |           | Ancienne agricultrice |

## Population et société

### Démographie
L'évolution du nombre d'habitants est connue à travers les recensements de la population effectués dans la commune depuis 1793. Pour les communes de moins de 10 000 habitants, une enquête de recensement portant sur toute la population est réalisée tous les cinq ans, les populations de référence des années intermédiaires étant quant à elles estimées par interpolation ou extrapolation. Pour la commune, le premier recensement exhaustif entrant dans le cadre du nouveau dispositif a été réalisé en 2007.

En 2022, la commune comptait 69 habitants, en évolution de −1,43 % par rapport à 2016 (Meuse : −4,4 %, France hors Mayotte : +2,11 %).
| 1793 | 1800 | 1806 | 1821 | 1831 | 1836 | 1841 | 1846 | 1851 |
| ---- | ---- | ---- | ---- | ---- | ---- | ---- | ---- | ---- |
| 320  | 340  | 342  | 377  | 429  | 440  | 431  | 421  | 416  |

| 1856 | 1861 | 1866 | 1872 | 1876 | 1881 | 1886 | 1891 | 1896 |
| ---- | ---- | ---- | ---- | ---- | ---- | ---- | ---- | ---- |
| 412  | 411  | 407  | 401  | 402  | 397  | 361  | 365  | 348  |

| 1901 | 1906 | 1911 | 1921 | 1926 | 1931 | 1936 | 1946 | 1954 |
| ---- | ---- | ---- | ---- | ---- | ---- | ---- | ---- | ---- |
| 321  | 322  | 277  | 195  | 213  | 187  | 199  | 175  | 160  |

| 1962 | 1968 | 1975 | 1982 | 1990 | 1999 | 2006 | 2007 | 2012 |
| ---- | ---- | ---- | ---- | ---- | ---- | ---- | ---- | ---- |
| 151  | 136  | 110  | 113  | 100  | 76   | 80   | 80   | 67   |

| 2017 | 2022 | - | - | - | - | - | - | - |
| ---- | ---- | - | - | - | - | - | - | - |
| 72   | 69   | - | - | - | - | - | - | - |

## Culture locale et patrimoine

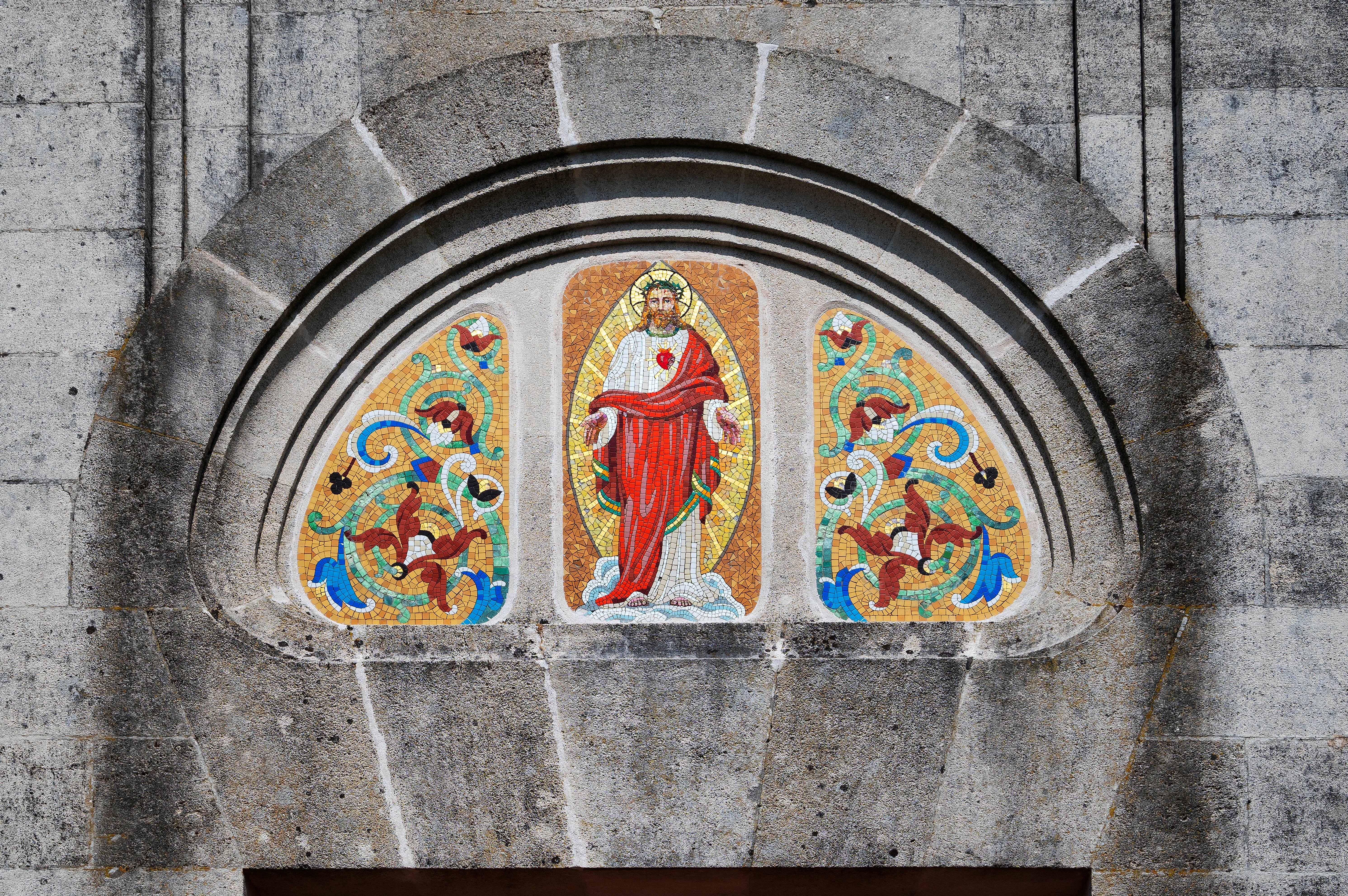
Mosaïque au-dessus de l'entrée de l'église Saint-Badéric

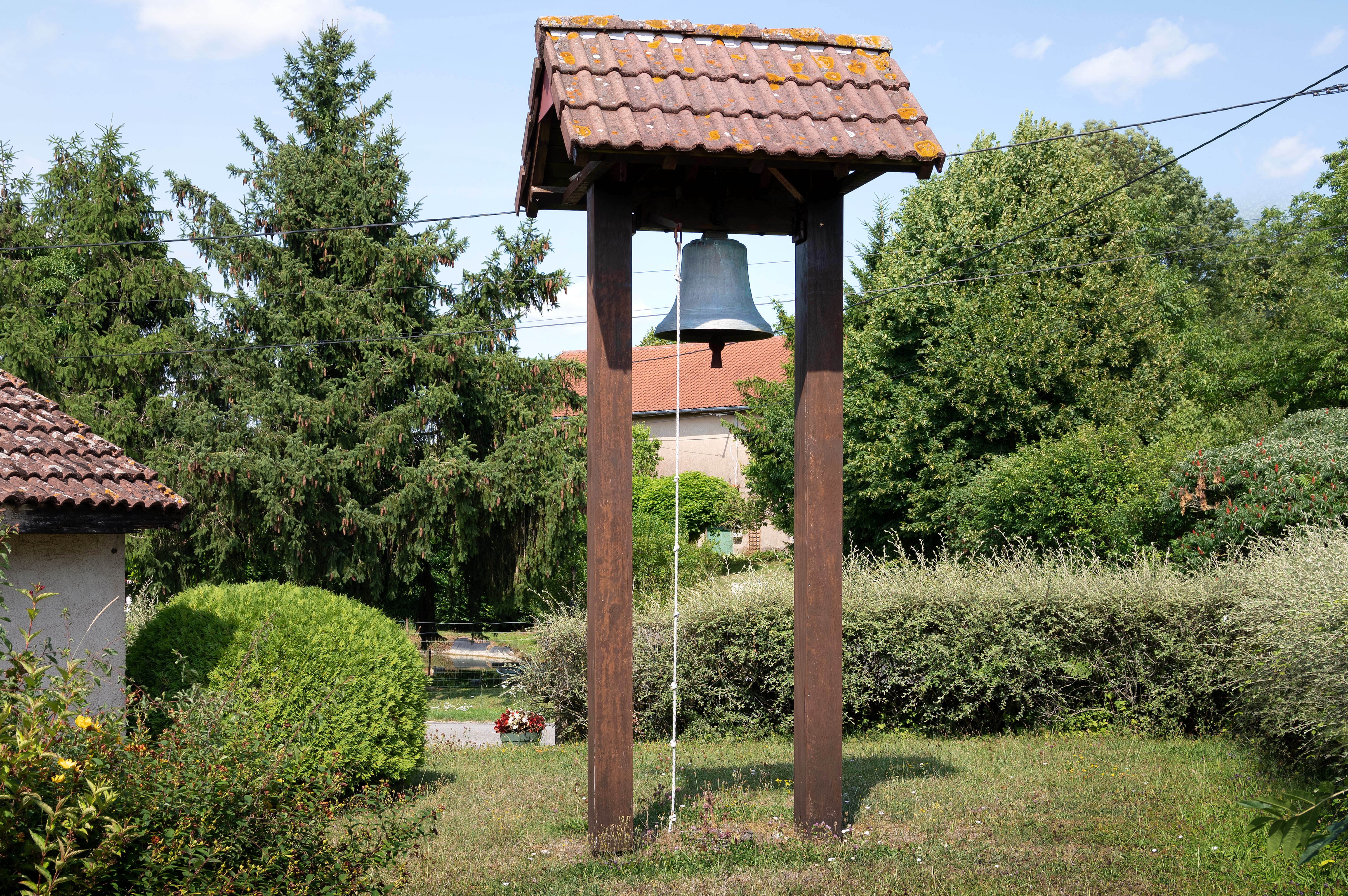
Chapelle Saint-Nicolas d'Ivoiry, le clocher.

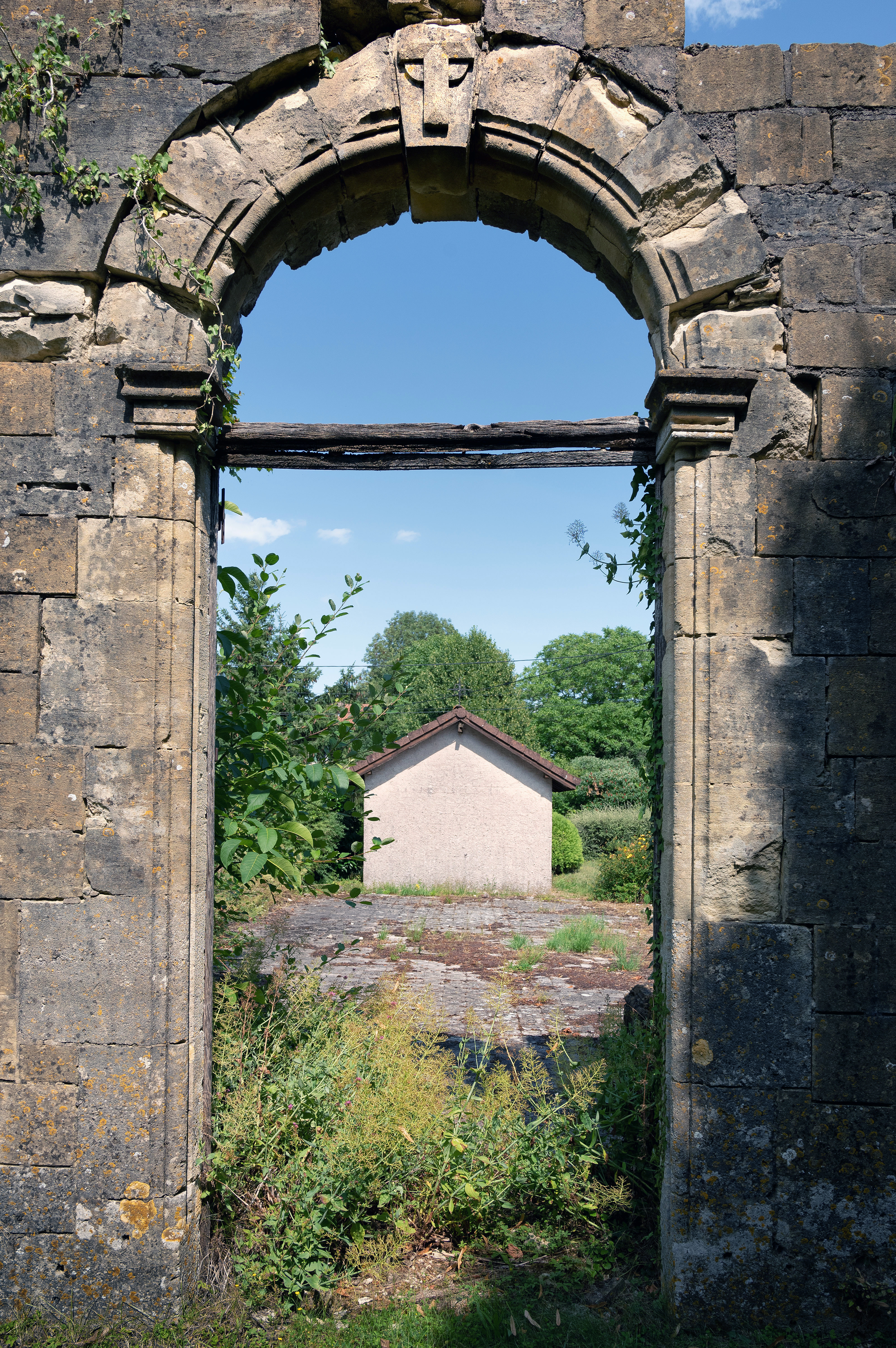
Vestiges de l'église Saint-Nicolas d'Ivoiry.

### Lieux et monuments
- Église Saint-Baldéric[23], la première début du XVIIe siècle détruite, remplacée par une nouvelle au XVIIIe siècle, restaurée après 1918.
- Chapelle Saint-Nicolas d'Ivoiry, la cloche de 1924 est offerte par madame Ditson de New-York en souvenir du colonel américain Frédérick Gabbaith du 147e régiment d'infanterie est blessé à Ivoiry.
- Vestiges de l'église Saint-Nicolas d'Ivoiry, détruite par un ouragan en 1974.
- Monument aux morts[24],[25].

### Héraldique
| Blason de Épinonville | Blason  | Chapé ondé : au 1) De gueules au rameau d'aubépine tigé et feuillé d'or, fleuri d'argent au bouton d'or étoilé entouré de dix losanges de gueules, accompagné d'un chevronnel ondé d'or haussé jusqu'au trait de partition; au 2) d'azur, chargé à dextre d'un loup ravissant d'argent contourné et à senestre d'un lion du même à queue fourchue ; |
| Blason de Épinonville | Détails | Création de R.A. Louis et D. Lacorde avec les conseils de la Commission Héraldique de l'UCGL. Adoptée en avril 2012. |

| Blason de Éclisfontaine | Blason  | De gueules au loup ravissant d'argent surmonté à dextre d'un besant d'or chargé d'un tourteau d'azur plus petit et à senestre d'une fontaine héraldique d'azur traversée de deux sources d'argent et bordée d'or. |
| Blason de Éclisfontaine | Détails | Création Robert André Louis, Dominique Lacorde. Adopté en avril 2012 en même temps que celui de la commune dont ce village fait partie.                                                                           |

| Blason de Ivoiry | Blason  | D'azur au lion d'argent à la queue fourchue, armé et lampassé de gueules, surmonté à dextre d'une mitre et à senestre d'une cloche, les deux d'or; le tout enfermé dans un orle ondé en filet du même. |
| Blason de Ivoiry | Détails | Création Robert André Louis, Dominique Lacorde. Adopté en avril 2012 en même temps que celui de la commune dont ce village fait partie.                                                                |